# Eugenia sloanei
Eugenia sloanei är en myrtenväxtart som beskrevs av Ignatz Urban. Eugenia sloanei ingår i släktet Eugenia och familjen myrtenväxter.
Artens utbredningsområde är Jamaica. Inga underarter finns listade i Catalogue of Life.